# Sebastian Scheel (Politiker)

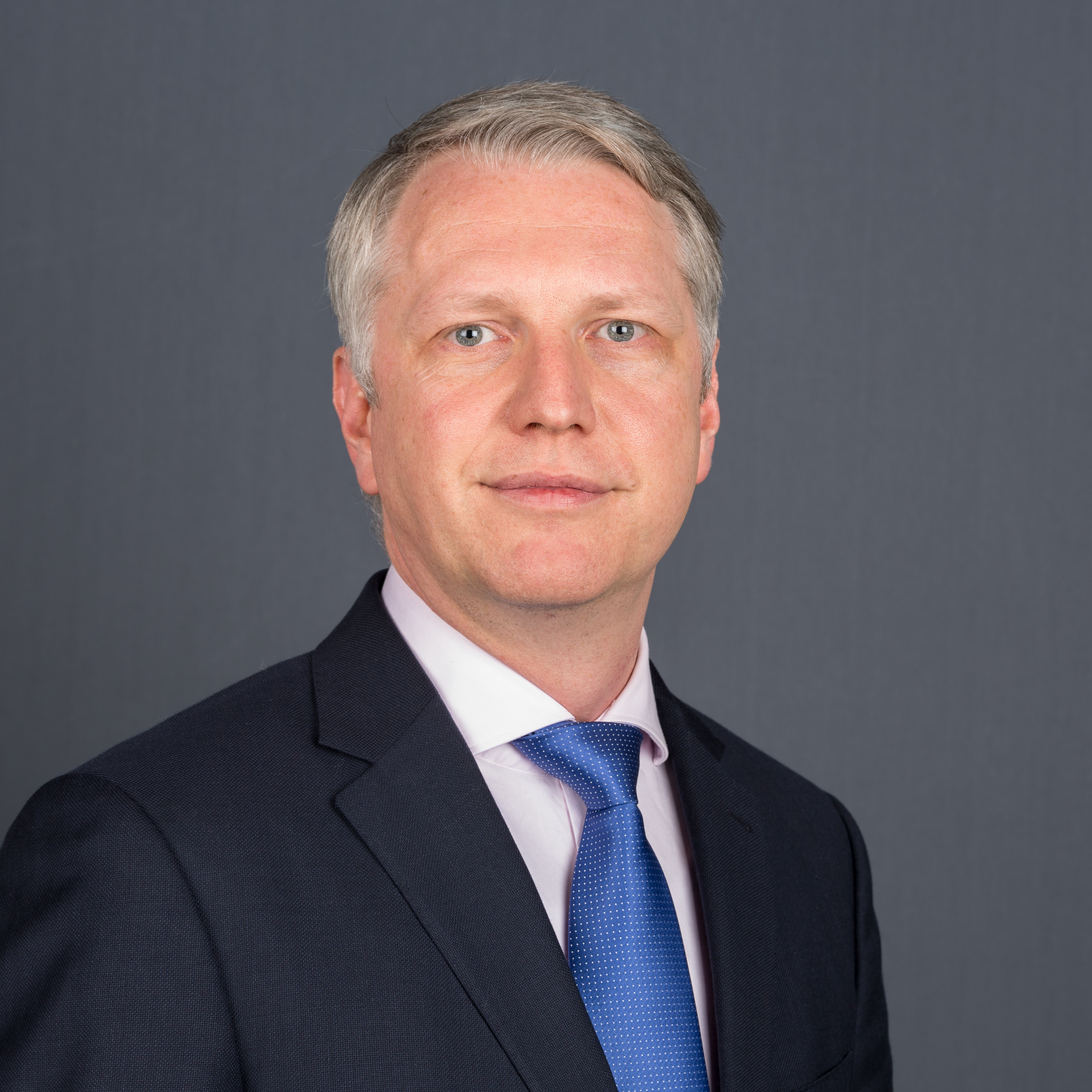
Sebastian Scheel (2016)

Sebastian Scheel (* 7. Dezember 1975 in Wriezen) ist ein deutscher Politiker (parteilos, bis 2024 Die Linke). Von 2020 bis 2021 war er Senator für Stadtentwicklung und Wohnen des Landes Berlin.

## Ausbildung und Familie
Sebastian Scheel verbrachte seine Kindheit und Schulzeit in Frankfurt (Oder). Nachdem er sein Abitur abgelegt hatte, zog er 1996 nach Leipzig und studierte dort von 1996 bis 2004 Politikwissenschaften, Volkswirtschaftslehre und Philosophie an der Universität Leipzig. Sein Studium schloss er mit dem akademischen Grad M.A. rer. pol. ab. Neben seinem Studium arbeitete er von 1999 bis 2004 als wissenschaftlicher Mitarbeiter des Landtagsabgeordneten Steffen Tippach. Nach Abschluss des Studiums wurde er das erste Mal in den Landtag des Freistaates Sachsen gewählt.
Er ist verheiratet und hat drei leibliche Kinder.

## Politik
Sebastian Scheel engagierte sich schon früh politisch, zuerst im Landesschülerrat und während des Studiums in der Studierendenvertretung. Er trat 1995 in die PDS ein und war von 1999 bis 2004 neben seinem Studium Stadtratsmitglied in Leipzig und von 2001 bis 2003 im Stadtvorstand der PDS Leipzig. Im Jahr 2003 wurde er Mitglied des Landesvorstandes, von 2005 bis 2011 war er stellvertretender Vorsitzender des Landesverbands Die Linke Sachsen.
Von Oktober 2004 bis Februar 2017 gehörte Scheel dem Sächsischen Landtag an und war von 2004 bis 2012 stellvertretender Vorsitzender seiner Fraktion. Dort wirkte er im Haushalts- und Finanzausschuss, im Innenausschuss, als stellvertretender Vorsitzender im 1. Untersuchungsausschuss der 4. Wahlperiode (Thema: Landesbank Sachsen) sowie als Vorsitzender des Haushalts- und Finanzausschusses der 5. Wahlperiode. Von Beginn der 5. Wahlperiode an war er Sprecher für Haushalt und Finanzen seiner Fraktion im Sächsischen Landtag und von Beginn der 6. Wahlperiode bis zu seiner Mandatsniederlegung im Februar 2017 parlamentarischer Geschäftsführer seiner Fraktion.
Vom 14. Februar 2017 bis zum 20. August 2020 war er Staatssekretär für Wohnen in der Senatsverwaltung für Stadtentwicklung und Wohnen Berlin. Ernannt wurde er auf Vorschlag der Berliner Senatorin für Stadtentwicklung und Wohnen, Katrin Lompscher (Die Linke), vom Senat von Berlin. Als Staatssekretär war er Mitglied des Aufsichtsrates der Berlinovo Immobilien Gesellschaft mbH, der degewo AG, der HOWOGE Wohnungsbaugesellschaft mbH, der Liegenschaftsfonds Berlin Verwaltungsgesellschaft mbH, der Stadt und Land Wohnbautengesellschaft mbH und des SODA (Sondervermögen für Daseinsvorsorge- und nicht betriebsnotwendige Bestandsgrundstücke des Landes Berlin).
Am 17. August 2020 wurde er vom Landesparteivorstand der Partei Die Linke Berlin zum Nachfolger der zurückgetretenen Katrin Lompscher nominiert und am 20. August 2020 im Parlament vereidigt. Nachdem der Berliner Mietendeckel im März 2021 aufgrund fehlender Gesetzgebungskompetenz für nichtig erklärt worden war, schloss Scheel einen Rücktritt gegenüber dem rbb Inforadio aus. Als Senator war er Mitglied des Verwaltungsrates der Investitionsbank Berlin und der Aufsichtsräte der Tempelhof Projekt GmbH sowie der Tegel Projekt GmbH.
Bei der Wahl zum Abgeordnetenhaus von Berlin 2021 gewann er ein Mandat, legte dies allerdings bereits am 14. Dezember 2021 überraschend aus persönlichen Gründen nieder. Für ihn rückte Alexander King ins Abgeordnetenhaus nach. Am 21. Dezember 2021 schied er auch als Senator aus dem Amt. Sein Nachfolger wurde Andreas Geisel. 
Bei der Wiederholungswahl 2023 zog Scheel wiederum in das Abgeordnetenhaus ein.
2023 unterschrieb er das „Manifest für Frieden“ von Sahra Wagenknecht und Alice Schwarzer.
Scheel trat am 23. Oktober 2024 zusammen mit Elke Breitenbach, Carsten Schatz, Sebastian Schlüsselburg und Klaus Lederer aus seiner Partei aus.

## Mitgliedschaften
- Kommunalpolitisches Forum Sachsen
- Rosa-Luxemburg-Stiftung
- Die Linke